# Natalia Ivanova (atleta)
Natalya Ivanova (Rusia, 25 de junio de 1981) es una atleta rusa especializada en la prueba de 4x400 m, en la que fue campeona europea en 2006.

## Carrera deportiva
En el Campeonato Europeo de Atletismo de 2006 ganó la medalla de oro en los relevos 4x400 m, con un tiempo de 3:25.12 segundos, llegando a meta por delante de Bielorrusia y Polonia, siendo sus compañeras de equipo: Svetlana Pospelova, Olga Zaytseva y Tatyana Veshkurova.